# Kan disse Øjne lyve?
Kan disse Øjne lyve? er en dansk stumfilm fra 1921, der er instrueret af A.W. Sandberg.

## Handling
Sønnen af en greve forelsker sig i en fattig varietepige. Hun viser dog sig at være en komtesse, som er flygtet fra sit hjem og senere er blevet anklaget for mord.

## Medvirkende
- Kate Riise - Rigi, varietédanser/Sonja, komtesse
- Gunnar Tolnæs - Dr. jur. Grev Egil Trolle
- Philip Bech - Grev Preben, Egils onkel
- Annie Foght-Jensen - Grevinde Adelgunde
- Egill Rostrup - Den fremmede
- Peter Jørgensen

Kate Riise optræder i det danske filmprogram under pseudonymet Maiken Katia.